# Wolfgang Schlenker
Wolfgang Schlenker (* 26. Juli 1964 in Nürnberg; † 1. August 2011 in Müncheberg) war ein deutscher  Lyriker und literarischer Übersetzer.

## Leben
Seine Kindheit und Schulzeit erlebte Schlenker in Nürnberg. Von 1986 bis 1991 studierte er Sozialpädagogik und Sinologie in Nürnberg und Berlin. Von 1989 bis 2001 lebte er überwiegend in Berlin als freier Autor und machte längere Reisen und Auslandsaufenthalte. Von 2003 bis zu seinem Tod im Jahr 2011 war er als Leiter des Projekts „Kinderstrasse. Die Straße, in der ich wohne“ und Verleger tätig und wohnte in der Fränkischen Schweiz.

## Veröffentlichungen
- Das verwaiste Land, Gedichte, Marbach 1993
- Rorschachfauna, Gedichte, Berlin 1993
- Einundzwanzig Gedichte, Leipzig 1997
- Alias Augen, Gedichte, Berlin 1997
- Herr Heute, Gedichte, Klagenfurt 1998
- Nachtwächters Morgen, Gedichte, Basel und Wien 2000
- Doktor Zeit, Gedichte, Solothurn 2012

## Übersetzungen
- Gesualdo Bufalino, Bitterer Honig, Gedichte, Berlin 1995
- Emily Dickinson, Biene und Klee, Gedichte, Basel und Wien 2001
- Emily Dickinson, Biene und Klee, Gedichte, erweiterte und überarbeitete Neuauflage, Basel und Wien 2008

in Zeitschriften (Akzente, Lettre International, Zwischen den Zeilen) und Anthologien (Amerikanische Dichtung, München 2000 und Alexandria, Stuttgart 2001) von John Ashbery, Christopher Middleton, Sylvia Plath, Anne Sexton, Lucio Piccolo und Rocco Scotellaro

## Auszeichnungen
- Reisestipendium für Übersetzer des Berliner Senats
- Preisträger beim 1. Internationalen Open Mike der literaturWERKstatt berlin
- Stipendium der Stiftung Preußische Seehandlung
- Alfred-Döblin-Stipendium der Akademie der Künste Berlin
- Autorenstipendium des Berliner Senats
- Stipendium der Stiftung Kulturfonds